# Francesca Pomeri
Francesca Pomeri est une joueuse italienne de water-polo née le 18 février 1993 à Osimo. Elle a remporté avec l'équipe d'Italie la médaille d'argent du tournoi féminin aux Jeux olympiques d'été de 2016 à Rio de Janeiro.